# Giuliano Figueras
Giuliano Figueras (født 24. januar 1976 i Napoli) er en tidligere professionel italiensk landevejscykelrytter. Han cyklede for det italienske hold Lampre-Fondital.